# 塞米诺尔黑人
塞米诺尔黑人指的是与佛罗里达州和俄克拉何马州的塞米诺尔人有紧密联系的印第安黑人。他们是自由黑人以及与西属佛罗里达的塞米诺尔族联盟的逃亡黑奴的后裔。历史上塞米诺尔黑人生活在不同的族群；一些是塞米诺尔族领导者的奴隶，但与生活在白人社会的奴隶相比，他们享有更多的自由权利，包括携带武器的权利等。
如今塞米诺尔黑人的后代主要居住在俄克拉荷马州塞米诺尔族保护区的农村社区内。两个被解放黑人的营居群在塞米诺尔总理事会都有代表。其他中心在佛罗里达、德克萨斯、巴哈马和墨西哥北部。自从20世纪30年代以来，塞米诺尔被解放的人就一直在奋斗，以免自己重蹈从俄克拉荷马州的塞米诺尔部落中排斥出来的循环。1990年，该部落获得美国4600万美元的补贴的绝大部分，该补贴用于补偿1823年没收的位于佛罗里达的土地，自由人也努力争取获得一部分的补贴。2004年美国最高法院裁定塞米诺尔黑人不能在没有俄克拉荷马塞米诺尔族的情况下提起诉讼，拒绝了他们的索赔问题。塞米诺尔族于2000年投票，只有那些可以证明自己是20世纪初位于Dawes Rolls的印第安塞米诺尔人的后裔才可享有族群身份，这就把约1200名先前被认为是该族人的自由人排除在外。

## 起源
起初西班牙捍卫其对佛罗里达的所有权的战略是组织土著居民，将其编入一个任务系统。美洲原住民的使命就是作为民兵，保护殖民地免受北部英国人的入侵。但是由于南卡罗拉纳州殖民者与新型欧洲传染性疾病的联合袭击，而且他们对此疾病没有免疫力，导致佛罗里达的土著人口严重削减。在当地的印第安人全部灭绝以后，西班牙当局鼓励从英格兰殖民地逃过来的印第安人以及逃跑的奴隶搬到他们的领地。西班牙希望这些英国的宿敌可以有效遏制英国的扩张。
早在1689年，非洲奴隶从南卡罗来纳州的低地地区逃往西属佛罗里达以寻求自由。这些人渐渐地形成了后来为人熟知的东南海岸的格勒文化。根据1693年西班牙国王卡洛斯二世的法令，以保卫圣奥古斯丁的西班牙殖民者为交换，黑人逃犯获得自由。西班牙将黑人志愿者编为民兵，1738年建立摩西堡（Fort Mose）定居地，是北美首个合法的由自由黑人组成的小镇。
并不是所有从南方逃亡而来的奴隶都能如愿以偿地应征入伍。更多的逃亡奴隶是在佛罗里达北部的荒野地区找到了避难所，对热带农业的了解以及对热带疾病的抵抗力，很好地帮助他们在那里生活下去。佛罗里达拓荒者中的大部分黑人都是从南卡罗来纳（以及后来的佐治亚）大米种植园逃出来的格勒人。作为格勒人他们根据克里奥尔语创造了非洲英语，与之相伴的还有文化实践以及非洲的领导结构。格勒拓荒者依靠发展大米和玉米农业，建立了他们自己的定居地，并成为同一时期从东南部逃到佛罗里达的克里克人和其他印第安人的盟友。在佛罗里达，随着塞米诺尔部落的不断壮大，他们创造了说话所用的非洲-塞米诺尔克里奥尔语。
英国在七年战争中击败法国之后，在1763年英国统治整个佛罗里达，作为领地交换，英国将之前法国在密西西比河西部的土地给予西班牙。该地区刚稳定下来时，仍被视为美国逃亡奴隶的避难所。许多奴隶都在逐渐壮大的美国印第安人定居地附近寻求避难所。
1773年，当美国自然学家威廉·巴特拉姆（William Bartram）来参观该地区时，塞米诺尔人有属于他们自己的部落名称，该名字是从西班牙单词cimarron派生而来的，意为“逃跑”。英语单词maroon也是从cimarron派生而来，用来描述佛罗里达由逃跑黑人所组成的社区，包括在弗吉尼亚和北卡莱罗纳的边境上发展而来的大迪斯默尔沼泽逃亡黑奴，以及在加勒比海殖民岛和新大陆其他区域内的逃亡黑奴。截止到美国独立战争时，佛罗里达作为逃亡奴隶的避难所已持续了最少70年。塞米诺尔黑人社区在塞米诺尔的主要城镇郊区得以建立。
在美国独立战争期间（1775-83），新的一批追求自由的黑人涌入佛罗里达，并在战争瓦解期间逃离。塞米诺尔与英国联盟，而且增强了与非裔美国人之间的联系。塞米诺尔人拥有一些奴隶，克里克及其他东南部的印第安部落也是如此。在1812年战争期间，两个社区的成员都支持英国，对抗美国，以期击败美国殖民者；他们加强了内部联系，并引起了战时美国将军安德鲁·杰克逊的敌意。
西班牙将土地分给一些马斯科吉（克里克）印第安人。随着时间的推移，其他东南部剩余的美洲印第安人族群也加入克里克族，如密克苏基和阿巴拉契科拉，组建为社区。在18世纪晚期和19世纪，出于白人殖民地与克里克战争的压力，一波又一波的克里克人离开了当今的佐治亚州和阿拉巴马州，该社区随之不断演变。经过一段时间的种族进化印第安人演变为塞米诺尔人。

## 文化

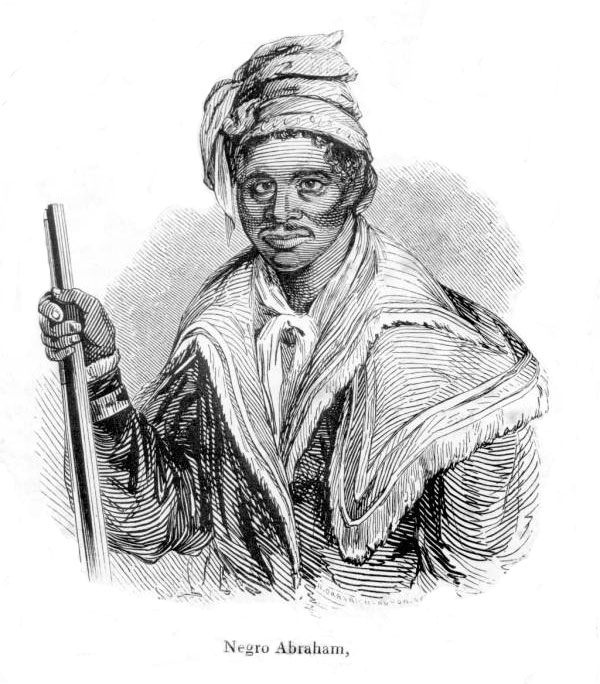
亚伯拉罕，意为塞米诺尔黑人领导，选自北爱尔兰雕刻“ 佛罗里达战争（1848）的起因、过程及结果”，约翰T·斯普拉格的作品。

塞米诺尔黑人文化形成于1800年以后，是非洲人、印第安人、西班牙人和奴隶传统混合组成的动态文化。逃亡黑人奴隶接纳了印第安人的某些习俗，他们穿塞米诺尔服饰；过滤Koonti，当地的一种植物；做玉米面糊，一种用臼和杵捣碎玉米而制成的浆糊。他们也将格勒主食大米引进塞米诺尔，并继续将大米作为日常饮食的一部分。迁移到俄克拉荷马州的塞米诺尔黑人，依旧将大米作为饮食的一部分。
起初，逃亡黑人没有与美洲印第安人住在一起，他们以低地地区的格勒文化为基础，发展了自己独特的非裔美国人文化。塞米诺尔人倾向于他们在种植园时代发展的基督教的融合形式。某些文化习俗就是源自种植园，如“跳扫帚”以庆祝婚姻；其他风俗则反映了非洲传统文化，如一些黑人城镇所使用的名称。
随着时间的推移，塞米诺尔人与黑人之间的联姻有限；但历史学家和人类学家开始认为，通常塞米诺尔黑人有独立的社区，他们在战争期间与塞米诺尔人联盟。塞米诺尔是一个以母系社会为基础的社会，在那里遗传和血统都经历了母系社会。孩子属于母亲氏族。尽管孩子可能会将双方的文化融合为风俗，但塞米诺尔人更相信自己是母亲族人那一方而不是父亲族人那一方。
非裔美国人更多的是父权社会体系。但是，根据南部采用的融合到州奴隶法律中的身份随母亲的原则，奴隶妇女生下的孩子都是奴隶。即使母亲在孩子出生之前已经逃跑，她的孩子跟她一样，在法律上仍被视为奴隶和逃亡者。因此，塞米诺尔黑人常常有受到奴隶袭击者袭击的风险。

## 黑人-塞米诺尔人的关系
至19世纪早期，逃亡黑人奴隶（自由黑人与逃跑的奴隶）与塞米诺尔人在佛罗里达联系频繁，他们与佛罗里达的北部印第安人和黑人建立了独特的关系网。黑人囚犯或奴隶每年供奉牲畜和玉米，作为交换，塞米诺尔人为其提供庇护。而塞米诺尔人反过来也在人口稀疏的地区获得了重要的战略盟友。在19世纪时，塞米诺尔黑人的敌人——美国白种人和Estelusti （黑人），以及他们的印第安盟友将他们称为“塞米诺尔黑鬼”。
通常，许多或大多数塞米诺尔黑人社区成员并不被视为印第安领导人个人的奴隶。塞米诺尔黑人有他们自己独立的社区，选举他们自己的领导者，并可以积累牛和玉米这样的财富。最重要的是，他们可以携带武器自卫。佛罗里达房产记录显示，塞米诺尔人和塞米诺尔黑人拥有大量的佛罗里达土地。某些情况下，佛罗里达一部分的土地依旧归佛罗里达州的塞米诺尔人和塞米诺尔黑人的子孙拥有。
在相对自由的条件下，塞米诺尔黑人繁荣兴盛起来。美国陆军中尉乔治·麦考尔（George McCall）在1826年记录过他对塞米诺尔黑人社区的印象：
我们发现这些黑鬼拥有大量土壤肥沃的良田，生产大量的玉米、豆类、瓜类、南瓜和其他可食用的蔬菜。……当我骑着马在池塘边行走时，发现这里生长着优良的大米；村子里的大玉米粮仓装的满满的，而且房子比印第安人自己的房子更大、更舒适。
历史学家估计，在19世纪20年代有800个黑人跟塞米诺尔人生活在一起。与美国南方腹地的大多数奴隶社区不同，塞米诺尔黑人定居地都高度军事化。由于黑人-塞米诺尔关系的军事化特点，在19世纪参观过一些兴盛的塞米诺尔黑人定居地的埃德蒙·彭德尔顿·盖恩斯（Edmund Pendleton Gaines）将军称非裔美国人为塞米诺尔人的“封臣和盟友”。
就精神文化层面而言，各民族依旧保留自己的特色。塞米诺尔人遵循（北美许多印第安部族崇拜的）大神的本土主义原则。黑人遵循他们从种植园带过来的融合的基督教形式。总体上，黑人从没有完全采用塞米诺尔人的文化和信仰，他们也没有完全融合在塞米诺尔人的社会里。因而他们不被视作印第安人。
大多数黑人都讲古拉语，一种以非洲英语为基础的克里奥尔语。这使得他们可以与英裔美国人的交流，因此优于克里克人或讲米卡苏基语的塞米诺尔人。印第安人用黑人当翻译，以促进他们与英国人及其他部落的贸易。这些语言在佛罗里达融合在一起，发展为非洲-塞米诺尔克里奥尔语（Afro-Seminole Creole），并于1978年被语言学家伊恩·汉考克（Ian Hancock）确定为一种独特的语言。整个19世纪，俄克拉荷马州的塞米诺尔黑人和被解放的奴隶依旧讲非洲塞米诺尔克里奥尔语。1978年时Hancock发现，一些俄克拉荷马州和佛罗里达州的塞米诺尔黑人和塞米诺尔长者依旧在讲非洲塞米诺尔克里奥尔语。

## 塞米诺尔战争
在独立战争中赢得独立后，美国奴隶主越来越担心佛罗里达州的武装黑人社区。由于英国将佛罗里达东部和西部割让给西班牙，该领地再次被西班牙统治。根据联邦批准的第一个条约《纽约条约》（1790），美国奴隶主可以抓捕返回的佛罗里达黑人逃犯。
1812年战争以后，安德鲁·杰克逊将军想要破坏佛罗里达逃荒黑人奴隶的社区，于是袭击了黑人堡。黑人堡在英国殖民者离开佛罗里达以后就变为塞米诺尔黑人的要塞。瓦解逃亡黑人奴隶社区是杰克逊在第一次塞米诺尔战争（1817-18）中的主要目标之一。
压力之下，印第安人和黑人社区被迫迁移到佛罗里达南部和中部。奴隶和塞米诺尔黑人不断地迁移到半岛，以从佛罗里达州立海角逃往巴哈马群岛。数百人在19世纪20年代早期，当美国从西班牙获取了领地，并于1821年生效后离开。同期的数据显示，有一个120人的小组于1821年离开，而在1823年，300个非裔美国黑奴逃跑，由巴哈马人捎带在27艘单桅帆船上出逃，也有人乘坐独木舟逃跑。 他们对生活在美国统治之下的担心并不是多余的。1821年，安德鲁·杰克逊成为佛罗里达州州长。他下令攻击一个由塞米诺尔黑人和其他一些自由黑人在坦帕湾南部所建立的村庄－－安哥拉。侵入者俘获了超过250人，他们中的大部分被卖为奴隶。幸存者中的一些人逃到了佛罗里达州内陆，其他一些人则逃到佛罗里达州海岸并逃向巴哈马。在巴哈马群岛的塞米诺尔黑人在安德罗斯建立了一个名叫红海湾的村庄，在那里依旧保留着一些与塞米诺尔黑人相关的传统，如编织篮子以及某些雕刻传统。1825年，佛罗里达州政府建立了佛罗里达海角灯塔，并派人在此驻守，从而减少了在此地出逃奴隶的数量。

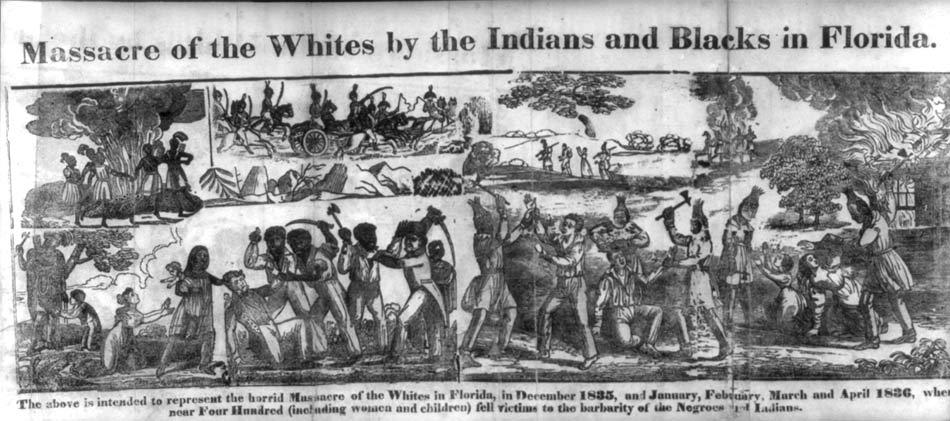
印第人和黑人在佛罗里达屠杀白人，D.F. Blanchard雕刻，旨在记录第二次塞米诺尔战争（1835-42）初发生在1836年的戴德大屠杀。

 第二次塞米诺尔战争（1835-42）标志着美国与塞米诺尔之间的紧张局面达到高潮，同时也是历史上黑人与塞米诺尔联盟的巅峰时期。根据印第安人迁移政策，美国想将佛罗里达的4000名塞米诺尔人以及他们800名塞米诺尔黑人盟友中的大部分人重新安置到西部的印第安领地。在战争开始的前一年，一些白人公民至少抓获了100个塞米诺尔黑人，并声称其为逃亡奴隶。
塞米诺尔黑人预料到美国白人会使他们社区的更多成员再次成为奴隶，于是反对迁移到西部。在战争开始前的委员会议中，他们表示支持由奥西奥拉领导的最好战的一个塞米诺尔小集团。战争爆发后，个别黑人领导发挥了关键作用，如约翰·凯撒（John Caesar）、 亚伯拉罕（Abraham）及约翰·赫斯（John Horse）。在战争中除了援助印第安人以外，塞米诺尔黑人在战争初期还招募了种植园中的奴隶参与起义。从1835年12月25日的圣诞节到1836年夏天，那些奴隶参与了印第安人和逃亡黑人奴隶摧毁21家甘蔗种植园的战争。关于这些事件是否可以被看作是单独的奴隶起义，历史学家并不同意；通常，他们将袭击甘蔗种植园的事件视为塞米诺尔战争的一部分。
到1838年，托马斯·杰瑟普（Thomas Sydney Jesup）将军为了分裂黑人和塞米诺尔战士，答应在他们投降并同意迁移到印第安准州的条件下，给予黑人自由。在此条件下，John Horse也在投降的黑人战士之列。然而，由于塞米诺尔人的反抗，美国陆军并未完全将其承诺履行到底。1838年之后500多塞米诺尔黑人与塞米诺尔人一起，迁移到千里之外的印第安领地，位于现在的俄克拉荷马州；一些人乘船穿越墨西哥湾并上至密西西比河。由于条件恶劣，许多塞米诺尔黑人和塞米诺尔人死在佛罗里达至俄克拉荷马州的途中，这段路程也被称为“血泪之路”。
塞米诺尔黑人和逃亡奴隶到达印第安准州后，其地位在很大程度上还不稳定。这个问题后来由于政府的提议而获得调解，即将塞米诺尔人及黑人归于克里克族的管理之下。由于许多克里克人都是奴隶主，因而克里克人想再次奴役一些逃亡的黑人奴隶。约翰·赫斯（John Horse）及其他人建立了城镇，通常建在塞米诺尔人定居地的附近，重复他们在佛罗里达的生活方式。

## 西部和墨西哥
在西部，塞米诺尔黑人依旧受奴隶袭击者的威胁。这些袭击者包括克里克部落中支持奴隶制的成员，以及一些塞米诺尔人，在战争中被美国击败以后，他们对黑人的忠诚度就减弱了。联邦军队官员可能曾经想要保护塞米诺尔黑人，但在1848年，美国司法部长向支持奴隶制的说客点头表示同意，并命令解除黑人社区的武装。这使得数百个塞米诺尔人及塞米诺尔黑人无法离开定居地或反对奴隶主以保卫自己。

### 向墨西哥迁移
面对受奴役的威胁，1849年，塞米诺尔黑人领导者约翰·赫斯（John Horse）以及190个塞米诺尔黑人发动一场大逃离，以逃往墨西哥北部，那里早在20年前就已经废除了奴隶制。1850年7月，黑人逃亡者开始为了自由的逃亡之路。他们与印第安人领导者Coacochee为首的塞米诺尔人传统派一起，开始了迁移之路，Coacochee领导了此次远征。墨西哥政府欢迎了塞米诺尔盟友的到来，并让其作为国界的边防战士。他们定居在科阿韦拉州的纳西棉拖。
1861年以后，墨西哥与德克萨斯（见下文）的塞米诺尔黑人与俄克拉荷马州的塞米诺尔黑人联系很少。在接下来的20年，塞米诺尔黑人担任墨西哥的民兵与印第安战士，在那里他们成为著名的“los mascogos”，这个词起源于克里克的部落名称—马斯科吉（Muscogee）。来自德克萨斯的奴隶袭击者继续威胁着社区的安全，但是墨西哥军队提供的武器与援军使得黑人战士能够保卫他们的社区。至20世纪40年代，科阿韦拉州Mascogos族后代的人数有400-500个，居住在基卡普人部落附近，且农业发达。至20世纪90年代，其大多数子孙都已迁至德克萨斯州。

### 印第安准州/俄克拉荷马州
在整个时期，几百个塞米诺尔黑人一直留在印第安准州（现在的俄克拉荷马州）。由于塞米诺尔及其他的文明化五部族的大多数人在美国内战期间都支持联盟，美国需要与他们建立新的和平条约。美国要求那些部落解放所有的奴隶，而且如果被解放的奴隶选择继续留在印第安准州，应给予其在部落中充分的公民权利。在19世纪晚期，塞米诺尔被解放的黑人在塞米诺尔社区附近的城镇兴旺起来。大多数人已经不再是印第安人的奴隶，他们居住在俄克拉荷马州的韦沃卡（Wewoka）或其附近，他们的后裔也是如此。该社区是约翰·赫斯在1849年建立的黑人定居地，如今是联邦政府认可的俄克拉荷马州塞米诺尔族的首都。
内战以后，一些自由民领导者在印第安领地实施一夫多妻制，非洲种族的领导者在其他移居社区也这样做。1900年，印第安准州有1000个被解放的黑人被列于塞米诺尔族的人口中，约占塞米诺尔人口总数的三分之一。截至到Dawes Rolls时期，有很多女性户主的家庭登记注册。被解放黑人的城镇由大的且联系密切的家庭组成。
分配完成以后，与印第安人不同，自由人可以不通过印第安局批准交易就可售卖其土地，这使得文化水平较低的自由人容易被从美国南方腹地迁移而来的白人骗。在分配后的前几十年，大量的塞米诺尔自由人失去了他们的土地，一些人搬移到城市地区。其他人因为种族隔离而离开。作为美国公民，他们易受到俄克拉荷马州严酷的种族法律的影响。
自从1954年以来，被解放的黑人就包含在俄克拉荷马州塞米诺尔的宪法中。他们有两个营居群，每一个都代表一个以上的城镇，这些城镇是以19世纪的地区领导人命名的：塞萨尔·布鲁纳（Cesar Bruner）营居群覆盖小河南部的城镇；多塞·巴卡司（Dosar Barkus）营居群则覆盖该河北部的几个城镇。每个营居群都选出两名人员作为塞米诺尔总理事会的代表。

### 德克萨斯州社区
1870年，美国陆军邀请塞米诺尔黑人从墨西哥归来，以担任美国的侦察兵。塞米诺尔-黑人印第安人侦察兵（最初是一个黑人团队，尽管名字如此）在19世纪70年代的德克萨斯-印第安战争中发挥了重要作用，当时他们驻扎在“水牛战团”的大本营——克拉克堡。该侦察团因高超的追踪技能和持久的耐力而著名。其中四位还获得荣誉勋章，三位是因为在1875年抵抗科曼奇族的行动中的出色表现而获此殊荣。
德克萨斯印第安战争结束后，该侦察团依然驻扎在德克萨斯布拉基特维尔的克拉克堡。美国陆军于1914年将其解散。老兵及其家人定居在布拉基特维尔或其附近，那里埋的墓地葬着死去的侦察兵及其家庭成员。那个城镇成为居住在德克萨斯州的塞米诺尔黑人精神世界的中心。1981年，布拉基特维尔及俄克拉荷马州小河社区的塞米诺尔黑人后代在时隔一个多世纪以后首次相聚于德克萨斯州庆祝六月节以及他们的重聚。

## 佛罗里达及巴哈马群岛
如今塞米诺尔黑人继续居住在佛罗里达州。他们可以登记成为佛罗里达塞米诺尔部落成员，若他们符合该成员对于血统的标准，即四分之一的塞米诺尔印第安人血统。约有50个塞米诺尔黑人，至少拥有四分之一的塞米诺尔人血统，居住在佛皮尔斯（Fot Pierce）保留地，该地50英亩，于1995年由内政部确认为该部落的第六块保留地。
塞米诺尔黑人的后裔，被确认为巴哈马人的后代居住在巴哈马群岛的安德罗斯岛。19世纪早期，数百人已经逃离佛罗里达州立海角，前往英国人统治的岛屿避难，以脱离美国人的奴役。1808年禁止国际奴隶交易以后，英国于1818年称将解放从英属西印度群岛带入的奴隶。1834年，英国废除在这些殖民地及百慕大的奴隶制。有时他们会被称作“印第安黑人”，以认可他们的历史。

## 排除塞米诺尔黑人的争议
1900年，约有1000个塞米诺尔黑人居住在俄克拉荷马州保留地，大约占当时全部人口的三分之一，成员在Dawes Rolls登记注册以便可以得到公家分配给个人的土地。自那时起，许多被解放的黑人就在失去土地后离开，因为他们的土地交易不受印第安局监管。其他人离开，则是因为俄克拉荷马州严厉的种族分离制度。
土地分配以及在俄克拉荷马州的社会参与，改变了塞米诺尔与黑人之间的关系，尤其是在20世纪30年代以后。这两个民族都受到俄克拉荷马州白人的种族歧视，那些白人将社会一分为二：白人和“其他人”。公立学校和设施也被种族隔离。
1934年的《印第安人重新组织法》使得该部落重新组织在一起，此时一些塞米诺尔人却想将黑人驱逐出去，以保持部落里只有印第安人。直到20世纪50年代，塞米诺尔黑人才被宪法正式认可。另一项法案于1969年被采用，根据更传统的塞米诺尔区界重组了政府。它建立了14个城镇营居群，其中两个代表黑人。黑人的营居群与其他营居群一样，在塞米诺尔总理事会有两个席位。
“由于博彩收入与土地赔款给了印第安人争斗的理由，整个国家的部落成员之间都存在争斗。”2000年，塞米诺尔黑人与俄克拉荷马州的塞米诺尔族因为部落内的成员身份和权利一事，产生法律纠纷，该事还出现在国家新闻上面。自1866年以来，他们已经成为俄克拉荷马州塞米诺尔族的合法成员。
俄克拉荷马州的塞米诺尔族认为，塞米诺尔黑人不可以享受联邦政府提供的5600万安置费，这项费用最初是联邦政府于1976年授予俄克拉荷马州的塞米诺尔族及佛罗里达州塞米诺尔部落（还有佛罗里达州的其他塞米诺尔人）的。1823年美国在签订穆特里-克里克条约时，掠走了弗罗里达北部的土地，当时大多数的塞米诺尔人及逃亡黑人奴隶都搬移到弗罗里达中部的保留地。这项安置费就是为了补偿当年那些被掠去的土地。这是在迁移到密西西比河西部以前发生的事。
这项费用是根据1823年所存在的塞米诺尔部落判定的。当时塞米诺尔黑人在法律上并不被认为是塞米诺尔部落的一部分，而且他们的对土地的所有权或使用权也不被法律认可。当时美国政府认为大多数的塞米诺尔黑人属于逃亡的奴隶，没有合法地位。俄克拉荷马州和佛罗里达州的部落可以享受一部分费用，该费用与20世纪初他们各自的人口数相关，当时的记录是几乎是根据当时的纯血统后代制定的。关于该费用的分配问题，俄克拉荷马州与佛罗里达州在法庭持有异议，但最终法院于1990年得出判决：费用的四分之三分给俄克拉荷马州的塞米诺尔人，四分之一给佛罗里达州的塞米诺尔人。
然而，塞米诺尔黑人的后代声称他们的祖先当年在佛罗里达州也有土地，也进行务农，而且财产也由于美国的行为而遭受损失。他们于1996年将美国内政部告上法庭，要求分享俄克拉荷马州所得判定基金的利益，他们也是俄克拉荷马州的成员。
2000年夏，在一次关于种族身份的争论中，俄克拉荷马州塞米诺尔族投票决定根据印第安人血亲关系法将有八分之一塞米诺—印第安人血统的人划为塞米诺人， 基本上也就是那些能用“道斯档案”证明自己的印第安—塞米诺血统的人。“道斯档案”是联邦政府在20世纪早期建立的一个印第安人登记档案，当时，虽然时局十分紧张，登记者还是把塞米诺—印第安人和自由民的档案分开记录，他们将那些可以追溯到非洲血统的人划归为自由民，无论他们是否具有部分印第安人血统或者他们在当时被印第安人部落承认为他们的一员。他们据此将一些塞米诺黑人排除在了塞米诺—印第安人种族之外。
Dawes Rolls塞米诺尔-印第安人的名单包含了许多在印第安陆地上居住的异族通婚的白人，但却不包含情况相同的黑人。塞米诺尔被解放的黑奴认为21世纪的部落决议将他们排除在外是一种种族歧视，并以此为根据进行反对。美国内政部称，若塞米诺尔政府中没有塞米诺尔黑人作为委员会的投票人员参加，它就不会承认该政府的合法性。因为塞米诺尔黑人自1866年起，就已经是塞米诺尔族的合法成员。2000年10月，塞米诺尔族将美国内政部告上法庭，争取他们自行决定部落成员的权利。
2002年4月，塞米诺尔黑人上诉政府的案件被联邦地区法院驳回；法院规定塞米诺尔黑人不能独立于俄克拉荷马州的塞米诺尔族单独上诉，而该族拒绝加入黑人的上诉。他们又上诉美国最高法院受理此案，最高法院于2004年6月声明，若没有塞米诺尔族的参与塞米诺尔黑人不能起诉联邦政府以求将其纳入享受安置费的范围内。塞米诺尔族是一个自治民族，没有人可以命令它加入诉讼案。
那一年之后，印第安事务局认为将塞米诺尔黑人排除在外违背了美国南北战争之后在1866年塞米诺尔人与美国签订的条约。他们注意到该条约的签订部落包含黑人、白人以及棕色人种。该条约要求塞米诺尔人解放他们的奴隶，并授予塞米诺尔黑人充分的公民权利及投票权。有一段时间印第安事务局停止了联邦向塞米诺尔人提供的服务和项目资助。
个人的印第安血统纯度认证（CDIB）是根据Dawes Rolls上登记的印第安祖先的名单进行的。尽管BIA无权向塞米诺尔自由奴隶颁发该认证，但该机构于2003年承认其为该部落的成员，并告知他们继续享受他们的合法权益。记者推断这个决定会影响类似案例的判决，在另一个案件中，俄克拉荷马州的切罗基族将切洛基自由奴隶排除在外，不把他们当做族内成员，除非他们能够用文件证明自己在Dawes Rolls名单上有直接的印第安祖先。

## 著名人物
- 多塞·巴卡司（Dosar Barkus）：1892年至整个分配时期的区域领导者，当代营居群即以该人物命名[42]
- 塞萨尔·布鲁纳（Cesar Bruner）：从重建开始至州时期的区域领导者，当代营居群即以该人物命名[43]
- 约翰·赫斯（John Horse）：迁移期的领导，威沃卡的建立者，而且是1849年逃往墨西哥北部的联合领导人

## 遗产与荣誉

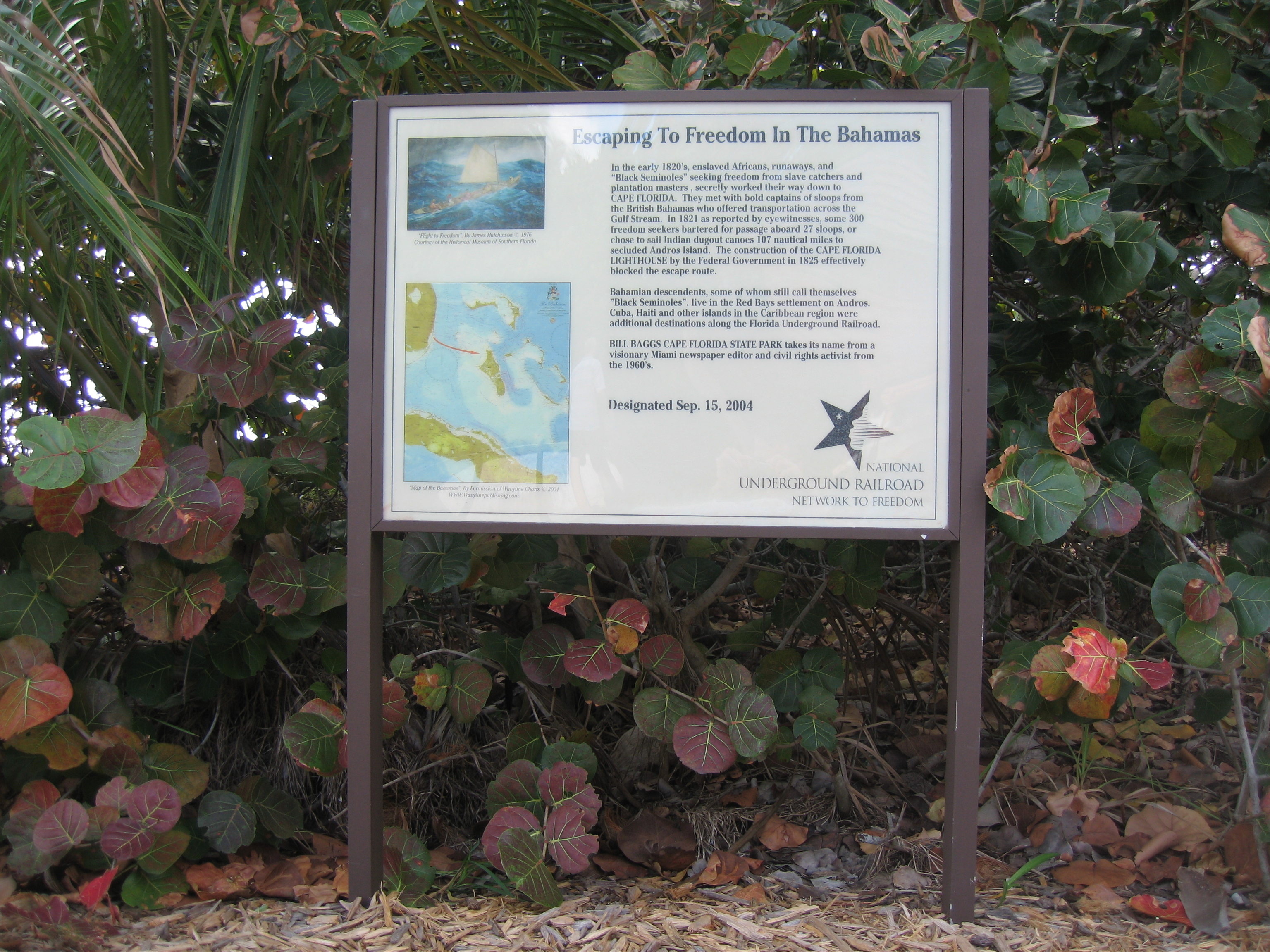
自由之路的标志，以纪念19世纪20年代早期从弗洛里达州立海角逃往巴哈马群岛的数百名塞米诺尔黑人。

- 弗罗里达的摩西堡国家历史公园（Fort Mose Historic State Park）是美国第一个位于自由黑人社区地的美国国家历史名胜。
- 四名塞米诺尔黑人侦查军被授予荣誉勋章。
- 在比尔博格斯海角佛罗里达国家公园（Bill Baggs Cape Florida State Park）有一大型标志，用来纪念19世纪20年代早期逃往巴哈马群岛以寻求自由的数百名塞米诺尔黑人，并作为全美通向自由地下铁路网的一部分。[15]
- 在“海牛喷泉”附近竖立了一个标志牌，表明此处曾经发现过“安哥拉聚居地”的痕迹[44]
- 安德罗斯岛红海湾，是塞米诺尔黑人在巴哈马群岛的历史居留地，而且纳西缅托、墨西哥都被认为是通往自由之路网络的相关国际地点。[15]

## 脚注
1. ↑  Mulroy (2004), pp. 474-475.
2. 1 2 3 4 5 6 7 8  
Joseph A. Opala. . . Yale University, Gilder Lehrman Center.   [2009-08-04]. （原始内容存档于2009-08-29）.
3. ↑  Landers Black Society in Spanish Florida, p. 25, citing Royal Decree of Charles II.
4. ↑  Sturtevant "Creek into Seminole" 102–105; Wright, 106, Mahon History of the Second Seminole War 7; Simmons, Notices of East Florida, 54–55.
5. ↑  . www.africanaheritage.com.   [2009-08-04]. （原始内容存档于2013-01-01）.
6. ↑  Wright Creeks and Seminoles 85–91.
7. ↑  Mulroy Freedom on the Border 11.
8. 1 2  Tracé Etienne-Gray. . Handbook of Texas Online.   [2009-08-04]. （原始内容存档于2020-07-27）.
9. ↑  Kashif, Annette. "Africanisms Upon the Land: A Study of African Influenced Placenames of the USA," In Places of Cultural Memory: African Reflections on the American Landscape, Washington, DC: National Park Service, 2001.
10. ↑  McCall, George A. . Philadelphia: J.B. Lippincott. 1868: 160. ISBN 9781429021586.
11. ↑  .   [2012-12-11]. （原始内容存档于2006-12-31）.
12. ↑  "Seminole" 的存檔，存档日期2004-08-04., Slavery in America.
13. ↑  Miller Treaties and Other International Acts of the United States 2: 344, Twyman, The Black Seminole Legacy and Northern American Politics, pp. 78–79.
14. ↑  United States American State Papers: Foreign Affairs 4: 559–61, Army Navy Chronicle 2: 114–6, Mahon 65–66.
15. 1 2 3  "Bill Baggs Cape Florida State Park" （页面存档备份，存于）, Network to Freedom, National Park Service, 2010, accessed April 10, 2013.
16. ↑  . Sptimes.com.   [2010-05-16]. （原始内容存档于2010-09-01）.
17. ↑  . Looking for Angola.   [2010-05-16]. （原始内容存档于2010-08-15）.
18. ↑  Uzi Baram. (2012) Cosmopolitan Meanings of Old Spanish Fields: Historical Archaeology of a Maroon Community in Southwest Florida” Historical Archaeology 46(1):108-122
19. ↑  Howard, Rosalyn. (2006) "The 'Wild Indians' of Andros Island: Black Seminole Legacy in the Bahamas" 的存檔，存档日期2015-11-05., Journal of Black Studies, Vol. 37, No. 2, pp. 275–298.
20. ↑  Mahon 69–134; Porter Black 25–52.
21. ↑  Brown, Race Relations in Territorial Florida, 304; Rivers, Slavery in Florida, 203.
22. ↑  Porter Black 97, 111–123, United States Attorney General Official Opinions 4: 720–29, Giddings Exiles of Florida 327–28, Foreman The Five Civilized Tribes 257, Littlefield Africans and Seminoles 122–25.
23. ↑  Foster 42–43; Mulroy 58; Porter, Black, 130–31.
24. ↑  .   [2011-06-14]. （原始内容存档于2004-08-04）.
25. ↑  Mulroy 56–73, Porter Black 124–147.
26. ↑  Mulroy (2004), p. 471.
27. ↑  Mulroy (2007), Seminole Freedmen
28. ↑  "Blood Feud" （页面存档备份，存于）, Wired Magazine, Vol. 13.09, August 2005.
29. ↑  Porter Black 175–216, Wallace Ranald S. Mackenzie 92–111.
30. 1 2  Mulroy (2004), pp. 472-473.
31. ↑  Mike Clary. . South Florida Sun Sentinel（英语：Sun Sentinel）. November 26, 2007  [April 15, 2013]. （原始内容存档于2013年5月26日）.
32. ↑  Goggin, The Seminole Negroes of Andros Island, pp. 201–6, Mulroy, 26.
33. ↑  Appendix: "Brigs Encomium and Enterprise" （页面存档备份，存于）, Register of Debates in Congress, Gales & Seaton, 1837, p. 251-253. Note: In trying to retrieve American slaves off the Encomium from colonial officials (who freed them), the US consul in February 1834 was told by the Lieutenant Governor that "he was acting in regard to the slaves under an opinion of 1818 by Sir Christopher Robinson and Lord Gifford to the British Secretary of State."
34. ↑  Gerald Horne, Negro Comrades of the Crown: African Americans and the British Empire Fight the U.S. Before Emancipation （页面存档备份，存于）, New York University (NYU) Press, 2012, p. 103.
35. ↑  Mulroy (2004), p. 473.
36. 1 2 3 4  William Glaberson, "Who Is a Seminole, and Who Gets to Decide?" （页面存档备份，存于）, New York Times, January 29, 2001, April 11, 2013.
37. 1 2  Bill Drummond, "Indian Land Claims Unsettled 150 Years After Jackson Wars" Archive.today的存檔，存档日期2013-09-09, LA Times/Washington Post News Service, printed in Sarasota Herald-Tribune, October 20, 1978, accessed April 13, 2013.
38. ↑  "Race part of Seminole dispute" （页面存档备份，存于）, Indianz.com, January 29, 2001, accessed April 11, 2013.
39. ↑  "Seminole Freedmen lawsuit dismissed" 的存檔，存档日期2011-05-30., Indianz.com, April 10, 2002, accessed October 9, 2009.
40. ↑  . Indianz.Com. June 29, 2004  [2009-07-20]. （原始内容存档于2011年5月30日）.
41. ↑  Monica Keen, "Seminole Outcome May Affect Cherokee Freedmen" Archive.today的存檔，存档日期2012-09-09, Sequoyah County Times, November 4, 2003, accessed April 10, 2013.
42. ↑  Mulroney (2007), "Seminole Freedmen", pp. 269-271.
43. ↑  Mulroney (2007), "Seminole Freedmen", p. 271.
44. ↑  Uzi Baram 2014 Many Histories by the Manatee Mineral Spring. Time Sifters Archaeological Society Newsletter March 2014. http://origin.library.constantcontact.com/download/get/file/1103684771357-189/The+Many+Histories+by+the+Manatee+Mineral+Spring+for+Time+Sifters+2014.pdf （页面存档备份，存于）

### 主要来源
- McCall, George A. Letters From the Frontiers. Philadelphia: Lippincot & Co., 1868.
- Miller, David Hunter, ed. Treaties and Other International Acts of the United States of America. 2 vols. Washington: GPO, 1931.
- United States. Attorney-General. Official Opinions of the Attorneys General of the United States. Washington: United States, 1852–1870.
- United States. Congress. American State Papers: Foreign Relations. Vol 4. Washington: Gales and Seaton, 1832–1860.
- United States. Congress. American State Papers: Military Affairs. 7 vols. Washington: Gales and Seaton, 1832–1860.

### 次要来源
- Akil II, Bakari. "Seminoles With African Ancestry: The Right To Heritage," The Black World Today, December 27, 2003.
- Army and Navy Chronicle. 13 vols. Washington: B. Homans, 1835–1842.
- Baram, Uzi. “Cosmopolitan Meanings of Old Spanish Fields: Historical Archaeology of a Maroon Community in Southwest Florida” Historical Archaeology 46(1):108-122. 2012
- Baram, Uzi. "Many Histories by the Manatee Mineral Spring". Time Sifters Archaeological Society Newsletter March 2014.
- Brown, Canter. "Race Relations in Territorial Florida, 1821–1845." Florida Historical Quarterly 73.3 (January 1995): 287–307.
- Foreman, Grant. The Five Civilized Tribes. Norman: University of Oklahoma Press, 1934.
- Foster, Laurence. Negro-Indian Relations in the Southeast. PhD. Dissertation, University of Pennsylvania, 1935.
- Giddings, Joshua R. The Exiles of Florida, or, crimes committed by our government against maroons, who fled from South Carolina and other slave states, seeking protection under Spanish laws. Columbus, Ohio: Follet, 1858.
- Goggin, John M. "The Seminole Negroes of Andros Island, Bahamas." Florida Historical Quarterly 24 (July 1946): 201-6.
- Hancock, Ian F. The Texas Seminoles and Their Language. Austin: University of Texas Press, 1980.
- Indianz.com (2004). "Seminole Freedmen rebuffed by Supreme Court" （页面存档备份，存于）, June 29, 2004.
- Kashif, Annette. "Africanisms Upon the Land: A Study of African Influenced Placenames of the USA", In Places of Cultural Memory: African Reflections on the American Landscape. Washington, DC: National Park Service, 2001.
- Landers, Jane. Black Society in Spanish Florida. Urbana: University of Illinois Press, 1999.
- Littlefield, Daniel F., Jr. Africans and Seminoles. Westport, CT: Greenwood Press, 1977.
- Mahon, John K. History of the Second Seminole War, 1835–1842. 1967. Gainesville: University Press of Florida, 1985.
- Mulroy, Kevin. Freedom on the Border: The Seminole Maroons in Florida, the Indian Territory, Coahuila, and Texas. Lubbock: Texas Tech University Press, 1993.
- Mulroy, Kevin. The Seminole Freedmen: A History (Race and Culture in the American West), Norman, OK: University of Oklahoma Press, 2007.
- Porter, Kenneth Wiggins. The Black Seminoles: History of a Freedom-Seeking People. Eds Thomas Senter and Alcione Amos. Gainesville: University of Florida Press, 1996.
- Porter, Kenneth Wiggins. The Negro on the American Frontier. New York: Arno Press, 1971.
- Rivers, Larry Eugene. Slavery in Florida. Gainesville: University Press of Florida, 2000.
- Schneider, Pamela S. It's Not Funny: Various Aspects of Black History Charlotte PA: Lemieux Press Publishers, 2005.
- Simmons, William. Notices of East Florida: with an account of the Seminole nation of Indians, 1822. Intro. George E. Buker. Gainesville: University Press of Florida, 1973, available online.
- Sturtevant, William C. "Creek into Seminole." North American Indians in Historical Perspective. Eds Eleanor B. Leacock and Nancy O. Lurie. New York: Random House, 1971.
- Twyman, Bruce Edward. The Black Seminole Legacy and Northern American Politics, 1693–1845. Washington: Howard University Press, 1999.
- Wallace, Ernest. Ranald S. Mackenzie on the Texas Frontier. College Station: Texas A&M University Press, 1993.
- Wright, J. Leitch, Jr. Creeks and Seminoles: The Destruction and Regeneration of the Muscogulge People. Lincoln: University of Nebraska Press, 1986.

## 扩展阅读
- Hancock, Ian F. "A Provisional Comparison of the English-based Atlantic Creoles," Sierra Leone Language Review, 8 (1969), 7=72.
- ——— "Gullah and Barbadian: Origins and Relationships." American Speech, 55 (1) (1980), 17-35.
- ——— The Texas Seminoles and their Language, Austin: University of Texas African and Afro-American Studies and Research Center, Series 2, No. 1, 1980.
- Howard, Rosalyn A. Black Seminoles in the Bahamas, Gainesville: University of Florida, 2002
- Littlefield, Daniel C. Rice and Slaves: Ethnicity and the Slave Trade in Colonial South Carolina （页面存档备份，存于）, Baton Rouge: Louisiana State University Press, 1981/1991, University of Illinois Press.
- Littlefield, Daniel F. Jr. Africans and Seminoles: From Removal to Emancipation （页面存档备份，存于）, University of Mississippi Press, 1977.
- Opala, Joseph A. A Brief History of the Seminole Freedmen, Austin: University of Texas African and Afro-American Studies and Research Center, Series 2, No. 3, 1980.
- ——— "Seminole-African Relations on the Florida Frontier," Papers in Anthropology (University of Oklahoma), 22 (1) (1981), 11-52.